# Roger Bontems
Pour les personnes ayant le même patronyme, voir Bontems.
Ne pas confondre avec Roger Bontemps, Roger de Collerye ni Roger de Beauvoir, dont le surnom était « Roger Bontemps ».
 (décembre 2023).
Roger Bontems, né le 20 septembre 1936 à Aydoilles dans les Vosges et mort le 28 novembre 1972 à Paris 14e, est un ancien militaire français, devenu délinquant récidiviste.
Jugé complice de Claude Buffet dans une affaire de prise d'otages sanglante, il est condamné à mort avec ce dernier et guillotiné.

## Biographie

### Jeunesse
Après avoir fait la guerre d'Algérie, Roger Bontems devient moniteur parachutiste au sein de l’armée. Avec quelques économies, il s'achète une moto mais a un accident : diverses fractures et déplacement des vertèbres cervicales. Il est réformé. Père de famille, il devient plombier dans le Doubs.

### Premières condamnations
À la suite d'une visite médicale, il commet son premier larcin : alcoolisé, il vole une voiture à Épinal. Il est interpellé et un jugement du tribunal correctionnel de juin 1960 le condamne à 18 mois de prison. Trois autres condamnations pour divers méfaits suivent dans les années 1960.
Rempli de rancœur et d'amertume et ne trouvant pas de travail, Bontems récidive en 1962 : il prend un taxi, le fait stopper, éjecte le chauffeur, M. Grégoire, qui est grièvement blessé dans l’agression, repart, braque un bistrot pour tenter d’obtenir le contenu de la caisse avec un revolver factice. Il est finalement arrêté et incarcéré.
Le 27 janvier 1965, la cour d’assises de Meurthe-et-Moselle le condamne à 20 ans de réclusion criminelle pour vol qualifié et agression.

### Vie en prison
À l'été 1971, Bontems purge sa peine à la maison centrale de Clairvaux (Aube), et y rencontre Claude Buffet, son nouveau codétenu, condamné à la réclusion criminelle à perpétuité en octobre 1970. Ayant déjà tenté de s'évader trois fois, Bontems élabore un nouveau plan d'évasion avec Buffet.
Le 21 septembre 1971, il commet, avec son compagnon de cellule Claude Buffet, une prise d'otages à l'infirmerie de la prison. Buffet et Bontems s'enferment dans l'infirmerie avec trois otages : le surveillant Guy Girardot (25 ans), l'infirmière Nicole Comte (35 ans), et un détenu-infirmier, finalement relâché. Tous trois sont tenus sous la menace de couteaux que les mutins ont tirés de leur poche : Bontems dispose d'un Opinel acheté à la cantine, Buffet a acquis, par le biais d'un réseau de détenus, une arme forgée par un détenu forgeron avec une lame longue de 20 centimètres et large de 8. Toute la journée, la France suit l'événement à la télévision. Le 22 septembre à 3 h 45 du matin, le ministre de la Justice René Pleven fait donner l'assaut par les forces de l'ordre qui neutralisent les deux mutins au moyen de puissantes lances à eau. Après l'assaut, on découvre dans un coin de la salle les corps égorgés des deux otages : l'infirmière Nicole Comte, mère de deux enfants, et le gardien Guy Girardot, père d'une petite fille. L'enquête permettra de déterminer que l'auteur de ces deux homicides est Claude Buffet.

### Procès
Le procès se tient à la cour d'assises de l'Aube du 26 au 29 juin 1972. Bontems est défendu par les avocats Robert Badinter et Philippe Lemaire. La cour juge que, bien que n'ayant pas tué, Bontems est complice des assassinats de Buffet. Elle ne lui reconnaît pas de circonstances atténuantes et les condamne tous deux à la peine de mort.

### Après la condamnation
Contrairement à Buffet, qui lors de ce procès a réclamé la peine de mort et ne s'est pas opposé au verdict, Bontems se pourvoit en cassation, qui est rejeté le 12 octobre. Le 27 novembre au soir, les avocats des condamnés sont informés par un coup de téléphone de l'Élysée que le président Georges Pompidou a refusé la grâce, sous la pression de l'opinion publique, : l'exécution a donc lieu le lendemain matin.

### Exécution
Le 28 novembre 1972, vers 4 h 30, à la prison de la Santé, Buffet et Bontems sont réveillés et conduits au greffe pour l'ultime toilette. Bontems est guillotiné par le bourreau André Obrecht à 5 h 13, et Buffet sept minutes plus tard,.
Roger Bontems est enterré début décembre 1972 au cimetière d'Aydoilles.
Cette exécution est la dernière à avoir eu lieu à Paris. Après Buffet et Bontems, quatre condamnés seront encore guillotinés en France.

## Postérité de l'affaire
Révolté par cette exécution d'un homme qui n'avait pas tué, Robert Badinter décrit le procès et ses suites dans son livre L'Exécution (1973). Il poursuit dès lors avec opiniâtreté son combat contre la peine de mort qui, alors qu'il est devenu ministre de la Justice, est abolie le 9 octobre 1981 par un vote de l'Assemblée nationale.
Robert Badinter trouve également dans le procès de Troyes un élément qui, selon lui, illustre l’absence de caractère dissuasif de la peine de mort. Le garde des sceaux déclare en effet que Patrick Henry, assassin d’un jeune enfant en 1976, se trouvait dans la foule qui appelait à la mort de Bontems en 1972.

### Filmographie
- L'Abolition adaptation du livre l'Exécution écrit par Robert Badinter.

### Documentaires télévisés
- « Buffet et Bontems : les mutins de Clairvaux » le 27 décembre 2013 dans 50 ans de faits divers sur 13e rue et Planète+ Justice.
- « Buffet-Bontems : le procès de la peine de mort » le 15 octobre 2017 dans 13:15 le dimanche sur France 2.

### Émission radiophonique
- « Buffet et Bontems, les derniers condamnés à mort parisiens » le 8 avril 2015 dans L'Heure du crime de Jacques Pradel sur RTL.
- Robert Badinter, « Cet immense voile de deuil crêpait cette cour et la guillotine était là : c'était stupéfiant à voir. », sur France Culture, 27 septembre 2021 (consulté le 11 février 2024).